# NK Inter Zaprešić
Maillots
Dernière mise à jour : 22 février 2025.
Le NK Inter Zaprešić est un club croate de football basé à Zaprešić.

## Historique
- 1929 : fondation du club sous le nom de NK Sava
- 1991 : le club est renommé NK Inker Zaprešić
- 2003 : le club est renommé NK Inter Zaprešić

## Bilan sportif

### Palmarès
- Championnat de Croatie
  - Champion : 1991

- Coupe de Croatie
  - Vainqueur : 1992

- Supercoupe de Croatie
  - Finaliste : 1992

### Bilan européen
L'Inter Zaprešić dispute sa seule et unique compétition européenne en 2005, année qui le voit prendre part à la phase qualificative de la Coupe UEFA. Confronté à l'équipe serbe de l'Étoile rouge de Belgrade lors du deuxième tour de qualification, il est éliminé d'entrée par celle-ci, qui s'impose confortablement au match aller en Croatie sur le score de 3-1 avant d'assurer sa qualification chez elle avec une nouvelle victoire 4-0, pour un score cumulé de 7 buts à 1.
Note : dans les résultats ci-dessous, le score du club est toujours donné en premier.
| Saison    | Compétition | Tour            | Club                     | Domicile | Extérieur | Total |
| --------- | ----------- | --------------- | ------------------------ | -------- | --------- | ----- |
| 2005-2006 | Coupe UEFA  | Deuxième tour Q | Étoile rouge de Belgrade | 1 - 3    | 0 - 4     | 1 - 7 |

Légende
- Victoire ou qualification pour le tour suivant
- Match nul
- Défaite ou élimination de la compétition

## Anciens joueurs
- Zvonimir Soldo
- Dejan Lovren
- Eduardo da Silva
- Ivan Santini
- Luka Modrić (prêté)